# Leonid Xinkarenko
Leonid Andréievitx Xinkarenko, més conegut com a Leonid Xinkarenko (rus: Леонид Андреевич Шинкаренко)  (Kíiv, 7 de març de 1946 - Rússia, 1974), fou un pilot de motocròs ucraïnès de renom internacional durant la dècada del 1960. Al llarg de la seva carrera, guanyà tres campionats de l'URSS de motocròs i formà part de la selecció soviètica que guanyà el Motocross des Nations el 1968. Havia començat a competir de ben jove (el 1963 ja quedà tercer al Campionat de l'URSS juvenil en la cilindrada dels 175 cc) i el 1974, pocs anys després d'haver participat amb èxit en competicions internacionals de motocròs, es va morir en un accident de cotxe a uns 150 km de Sant Petersburg (anomenat a l'època Leningrad), on s'afanyava a arribar per a passar-hi els exàmens d'accés a l'institut.

## Palmarès
Font:
- Guanyador del Motocross des Nations (1968)
- 3 vegades Campió de l'URSS:
  - 250cc: 1968 - 1969
  - 125cc: 1973

### Resultats al Campionat del Món
Font:
| Any  | Motocicleta | 250cc |
| ---- | ----------- | ----- |
| 1967 | ČZ          | 7è    |
| 1968 | ČZ          | 15è   |
| 1969 | ČZ          | 11è   |
|      |             |       |
| 1973 | ČZ          | 12è   |